# Le Chant du gondolier
Le Chant du gondolier est une romance pour chant et piano de Pauline Thys publiée en 1856.

## Présentation
Le Chant du gondolier est une romance dont les paroles et la musique sont de Pauline Thys, autrice, compositrice et interprète reconnue de romances dans les salons de l'époque.
La partition est publiée à Paris chez Heugel, Au Ménestrel, le 6 avril 1856.
Le texte évoque « une promenade d'un couple amoureux dans une barque de gondolier ». La musicologue Élisabeth Malfroy relève que « ce thème, issu du romantisme, associe le sentiment de l'amour et le décor de la nature. La douceur de vivre et l'insouciance, loin du bruit du rivage, se reflètent dans l'atmosphère musicale de la partition ».
L'œuvre, de tempo « Allegretto », est divisée en trois couplets-refrain à l'allure de barcarolle : la mesure est ternaire, à 
, dans laquelle « le balancement rythmique [...] imprime un bercement régulier, celui de l'onde et du sentiment amoureux ».
Musicalement, une introduction au piano de dix mesures présente le thème du refrain sur une pédale de tonique. Vient ensuite le couplet, avec un accompagnement mélodique au langage harmonique « riche et dense (modulations, accords de 7e diminuée et de 9e) et [...] notes étrangères à l'harmonie », puis le refrain, à l'accompagnement « plus sobre, [qui] consiste en accords arpégés sur la tonique et la dominante du ton principal ».